# 大西祐資
大西 祐資（おおにし ゆうじ、1964年 - ）は、日本の実業家。京都新聞社代表取締役社長、主筆。

## 来歴
京都市出身。京都府立桃山高等学校を経て、早稲田大学第一文学部卒業。
1989年4月に京都新聞社入社。社会報道部社会担当部長、文化報道部文化観光担当部長、編集局総務、南部支社長などを経て、2018年から取締役に就任。編集・論説、メディア、特命を担当し、同年から2020年3月まで編集局長を務めた。
2021年6月より現職。